# ドイツ社会同盟
ドイツ社会同盟（ドイツしゃかいどうめい、ドイツ語: Deutsche Soziale Union, DSU）は、ドイツの保守政党。旧ドイツ民主共和国（東ドイツ）の領域で活動している。

## 概要

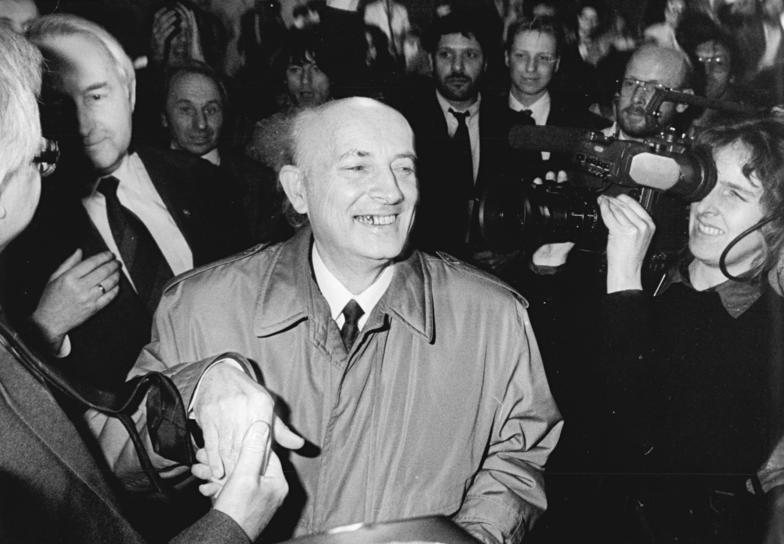
ハンス＝ウィルヘルム・エベルリング初代党首

東ドイツ民主化の過程で生まれたグループのひとつで1990年1月20日創設。西側的・キリスト教的価値観に基づき福祉国家を解体することを求め、極右・ネオナチを別にすれば最も右派的とされる。東ドイツ最初で最後の自由選挙となった人民議会選挙ではドイツキリスト教民主同盟（CDU）、民主主義の出発（DA）と政党連合「ドイツ連合」（Allianz für Deutschland）を結成し、強硬な反共主義を訴えて6.3％の得票で、25議席を獲得、善戦した。
自らの立ち位置を国民保守主義だとしており、極右（ネオナチ）とは距離を置く一方、バイエルン州のキリスト教社会同盟に近いとされ、実際に選挙協力の計画もあった。しかしドイツ再統一後は失速し、連邦議会および各州議会選挙では議席を獲得できていない。最近の得票率は1％にも及んでおらず、ミニ政党化している。なお極右ではないが、共和党には近いとされる。
2006年にザクセン州議会のドイツ国家民主党所属議員1名が移籍してきたことにより、一時的に州議会議員を擁したが、2009年に再選できずふたたび州議会の議席を失った。

## 1990年ドイツ民主共和国人民議会選挙での結果
| 選挙       | 年月日        | 得票（政党票） | 得票（政党票） | 議席数 |
| 選挙       | 年月日        | 得票数         | ％             | 議席数 |
| ---------- | ------------- | -------------- | -------------- | ------ |
| 1990年選挙 | 1990年3月18日 | 727,730        | 6.3            | 25     |

- 出典：山田徹著『東ドイツ・体制崩壊の政治過程』（日本評論社）380頁、表12-1「選挙結果：各党の得票・議席数」より引用。

## 備考

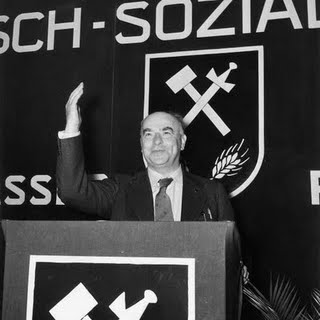
オットー・シュトラッサー。1950年代、ドイツ社会同盟（西ドイツ）の集会にて

第二次世界大戦の後、1950年代にオットー・シュトラッサー（ナチス左派として知られ長いナイフの夜に粛清されたグレゴール・シュトラッサーの弟）が西ドイツで設立した民族主義・社会主義（国民社会主義）政党（しばしば憲法裁判所により禁止されたドイツ社会主義帝国党の後継を名乗った）もほぼ同一党名（ドイツ語: Deutsch-Soziale Union、スペルが微妙に異なる）である。このようにドイツでは「社会」（Soziale）の語が右翼寄りの意味で使われることがあり、必ずしも左派を意味しない。バイエルン州のキリスト教社会同盟も保守政党である。